# Acer caudatifolium
Acer caudatifolium là một loài thực vật có hoa trong họ Bồ hòn. Loài này được Hayata mô tả khoa học đầu tiên năm 1911.